# کبک کاکل‌پری ورو
کبک کاکل‌پری ورو (نام علمی: Tetraophasis obscurus) نام یک گونه از سرده کبک‌های کاکل‌پری است.